# Інтернет-холодильник

У фантастичному фільмі «6-й день» було показано холодильник з доступом до якоїсь комунікаційної мережі (можливо, до мережі інтернет), що повідомляє герою Арнольда Шварценеггера, що молоко закінчилося і просить його підтвердити нове замовлення.

Інтернет-холодильник (англ. Internet refrigerator) — новий клас побутових холодильників, що з'явився на початку XXI століття. Має вбудований одноплатний комп'ютер, з постійним підключенням до мережі Інтернет, і плаский сенсорний екран на фронтальній панелі. Цей пристрій належить до інтелектуальної побутової техніки для розумного будинку.

## Особливості інтернет-холодильників
Інтернет-холодильник не тільки зберігає продукти, але і дає можливість користуватися мережею Інтернет, через яку можна отримати доступ до сотень різноманітних кулінарних рецептів для приготування страв і навіть замовляти продукти в інтернет-магазинах з доставленням на дім.
Крім того, за допомогою інтернет-холодильника можна спілкуватися, використовуючи електронну і відеопошту.